# Ravendusk in My Heart
Ravendusk in My Heart – pierwszy studyjny album jednoosobowego projektu muzycznego Diabolical Masquerade. Album wydany został w 1996 roku przez Adipocere Records. LP wydano również jako Picturedisc LP na płycie winylowej w (500 sztuk), część z nich została podpisana przez "Blackheima".
Całość nagrań powstała na przestrzeni lat 1993–1995.

## Lista utworów
1. The Castle of Blackheim - 07:14
2. Blackheims Quest to Bring Back the Stolen Autumn - 06:17
3. Beyond the Spiritual Moon - 00:56
4. The Sphere in Blackheim's Shrine - 03:32
5. Under the Banner of the Sentinel - 03:14
6. Blackheims Forest Kept the Seasons Forever - 06:09
7. The Darkblue Seajourneys of the Sentinel - 05:02
8. Blackheims Hunt For Nocturnal Grace - 07:46
9. Ravendusk in My Heart - 02:05

## Muzycy
- Anders Nyström "Blakkheim" – wszystkie instrumenty

## Szczegóły techniczne
- Nagrania zrealizowano w Unisound Studios w sierpniu 1995 roku.
- Produkcja Dan Swanö oraz Diabolical Masquerade.
- Mixy, inżynieria Dan Swanö.
- Mastering: Cutting Room (Szwecja) wykonał Peter in de Betou.
- Okładka "Demoncatch" autorstwo: "Mala".
- Fotografie "Mala" oraz "Tati S".
- Diabolical Masquerade logo, autorstwo: "Blackheim".